# جورج في. شالمرز
جورج في. شالمرز (بالإنجليزية: George V. Chalmers)‏ هو لاعب كرة قاعدة أمريكي، ولد في 19 نوفمبر 1907، وتوفي في 1984.